# Hotel Pagano

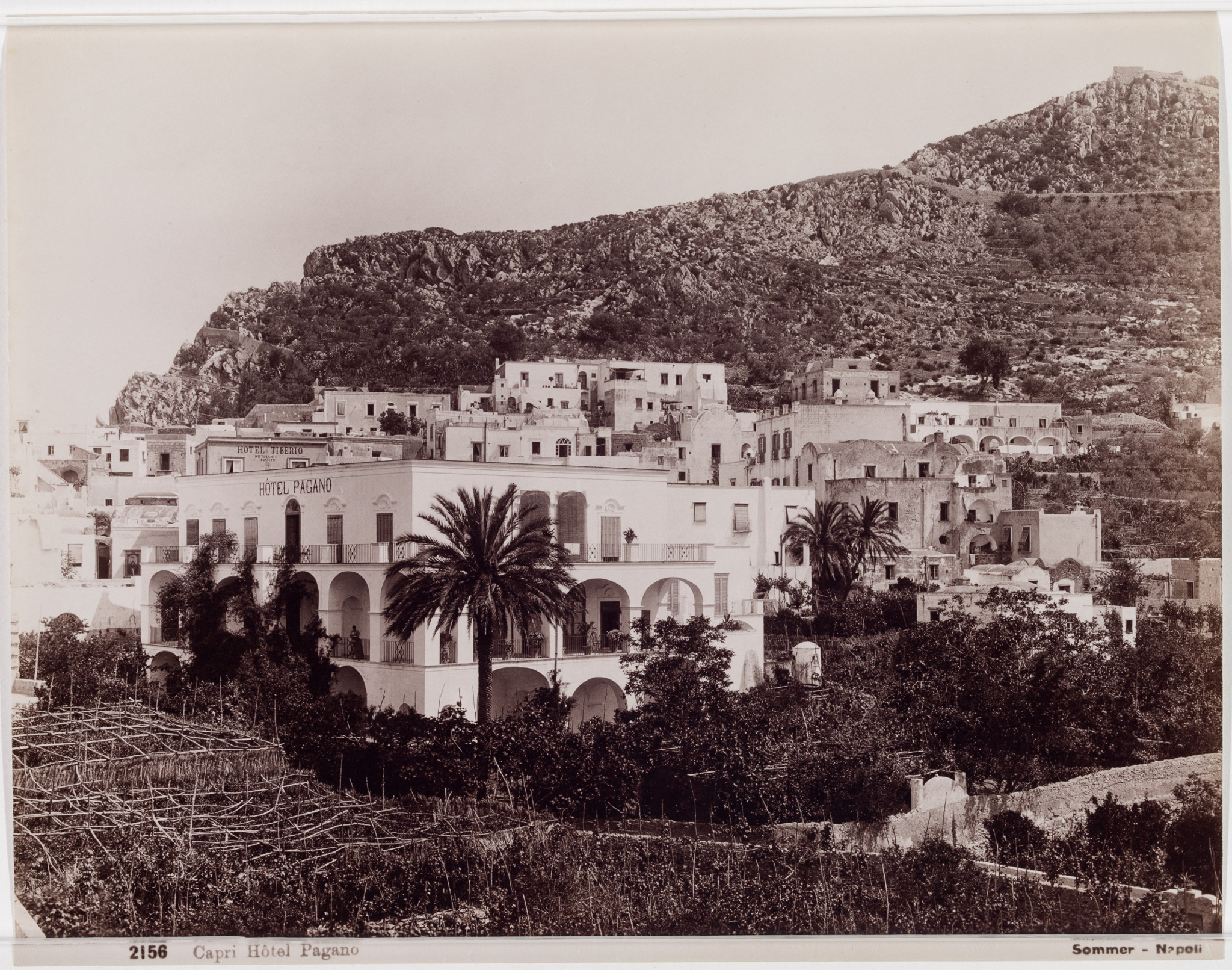
Hotel Pagano im Jahr 1900. Fotografie von Giorgio Sommer.

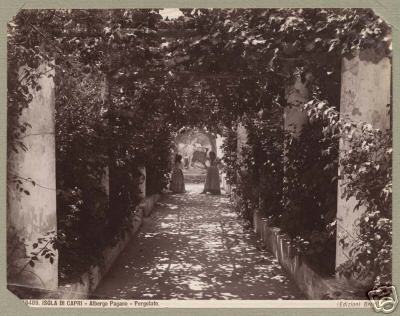
Pergola im Garten

Pagano war der Name eines 1825 gegründeten Hotels auf Capri, das insbesondere bei deutschen Besuchern beliebt war.

## Geschichte
Zunächst nannte es sich Casa Pagano. Erweitert wurde es 1845, 1853 beschrieb Ferdinand Gregorovius das Haus. 1886 wurde ein Modell des Bauwerks auf der Berliner Industrieausstellung gezeigt.
Das Pagano war besonders bei deutschen Künstlern und Schriftstellern des 19. Jahrhunderts sehr beliebt. In Theodor Fontanes Roman Der Stechlin erwähnt die Protagonistin Armgard diese Tatsache und meint, dass ihr, bei allem Respekt vor der Kunst, dort zu viele Künstler seien und sie deshalb lieber anderswo Quartier nehmen wolle. Tatsächlich waren unter anderem die Maler August Kopisch und Ernst Fries, die, zusammen mit Giuseppe und Michele Pagano, die Blaue Grotte erforschten, Carl Blechen, Joseph von Führich, Carl Götzloff, Ascan Lutteroth und Heinz Hoffmeister, der auch ein Großteil der Wandgemälde anfertigte, sowie die Dichter Wilhelm Waiblinger, August von Platen und Joseph Victor von Scheffel im Pagano zu Gast; ebenso Fontane selbst im Jahr 1874 und Gerhart Hauptmann 1883. Wilhelm Jensen erwähnt das Pagano in seiner Erzählung Gradiva ebenfalls als beliebtes Touristenquartier.

„Pagano, seit alters von Deutschen bevorzugt, mit mancherlei Künstlererinnerungen und einer schönen Palme im Garten, bei einfachen Ansprüchen meist gelobt. Pension mit Wein einschl. Licht und Bedienung 6, bei weniger als dreitägigem Aufenthalt 7 fr.“

Das Gebäude befindet sich in der Via Vittorio Emanuele 39. Es wurde umgebaut und trägt heute den Namen Hotel La Palma. In unmittelbarer Nähe befand sich das Lokal Zum Kater Hiddigeigei.

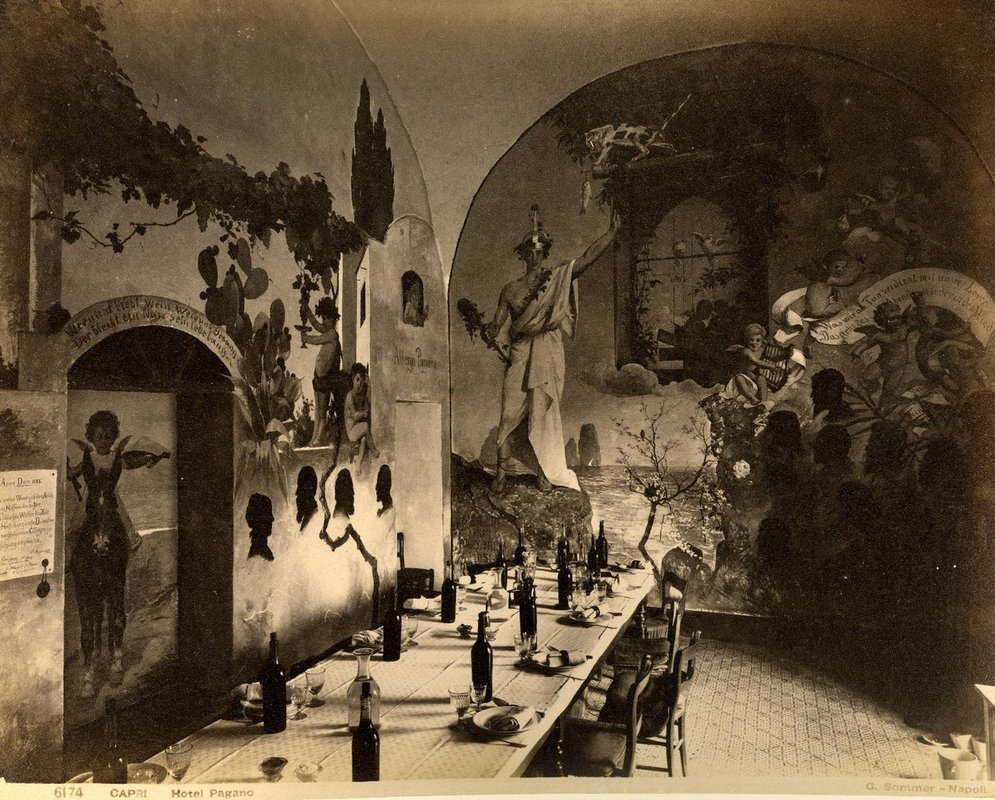
Speisesaal mit Wandmalerei im Hotel Pagano. Fotografie von Giorgio Sommer

## Familie Pagano
Das Hotel wurde 1825 als Albergo Pagano gegründet von dem Notar Giuseppe Pagano. Nach dessen Tod 1831 übernahm es Michele Pagano, nach dessen Tod 1877 wurde es von dessen ältestem Sohn Manfredi Pagano (* 1850) übernommen.